# Edward Mansel, 4. Baronet (of Margam)
Sir Edward Mansel, 4. Baronet (* um 1637; † 14. oder 17. November 1706) war ein englischer Adliger und Politiker. 

## Herkunft und Jugend
Edward Mansel entstammte der alten walisischen Familie Mansel. Er war der zweite Sohn von Sir Lewis Mansel, 2. Baronet, und dessen dritten Frau Elizabeth Montagu. Sein Vater starb bereits 1638, und nach dem frühen Tod seines älteren Bruders Henry, der bereits als neun- oder zehnjähriges Kind gestorben war, wurde er 1640 im Alter von drei oder vier Jahren zum Erben der Besitzungen seines Vaters und des Titels Baronet, of Margam in the County of Glamorgan. Er studierte ab 1653 im Queens’ College in Cambridge und unternahm von 1656 bis 1657 eine Grand Tour nach Frankreich und Italien.

## Politische Laufbahn
Nach seiner Rückkehr nach England wurde Mansel als angeblicher Royalist kurzzeitig verhaftet, doch rasch wieder freigelassen. Nach dem Ende des Commonwealth of England gehörte er im März 1660 dem Ausschuss an, der eine Miliz in Glamorgan aufstellen sollte. Im August 1660 wurde er Deputy Lieutenant von Glamorgan, und bei der Unterhauswahl 1660 wurde er als Knight of the Shire für Glamorgan in das House of Commons gewählt. Bereits 1661 legte er jedoch sein Mandat zugunsten von William Herbert nieder, der als sein Nachfolger gewählt wurde. Als dieser 1670 den Titel des Earl of Pembroke erbte und damit aus dem House of Commons ausschied, wurde Mansel 1670 ohne Gegenkandidaten erneut zum Knight of the Shire gewählt. Als eher inaktiver Abgeordneter unterstützte er zunächst die Regierung, ehe er ab 1677 zur Opposition gehörte. 1679 verzichtete er zugunsten seines Cousins Bussy Mansel auf eine erneute Kandidatur, doch als dieser 1681 als Abgeordneter für Cardiff kandidierte, wurde Edward Mansel 1681 erneut zum Knight of the Shire für Glamorgan gewählt. 1678 beschwerte er sich über die Amtsführung des Lord President of Wales, Henry Somerset, 1. Duke of Beaufort, der willkürlich Ämter in Südwales besetzte. Diesen Konflikt konnte der Lord President erst 1684 durch einen Besuch bei Edward Mansel in dessen Wohnsitz Margam Abbey beilegen. Er war zwischen 1662 und 1682 Vizeadmiral von Südwales, dazu Oberst der Miliz von Glamorgan, Friedensrichter sowie Inhaber zahlreicher weiterer Ämter, weshalb er nach den Earls of Pembroke zu den einflussreichsten Adligen von Südwales gezählt wurde. 1685 wurde Mansel als Knight of the Shire wiedergewählt, doch legte er aus gesundheitlichen Gründen 1687 sein Mandat und den Großteil seiner weiteren Ämter nieder. Von Februar bis November 1688 diente er noch als Sheriff von Glamorgan. Dennoch behielt Mansel beträchtlichen Einfluss. Er behielt das Amt eines Friedensrichters von Glamorgan, und als es zu Beginn des 18. Jahrhunderts bei Neath wegen des Kohlebergbaus zu einem wirtschaftlichen Konflikt zwischen seinem Verwandten Thomas Mansel von Briton Ferry und Sir Humphrey Mackworth kam, deckte er als Friedensrichter die Aktionen seines Verwandten. Noch im Mai 1705 ließ er unrechtmäßig Arbeiter aus Mackworths Betrieben zum Militärdienst pressen.

## Familie und Nachkommen
Mansel hatte 1665 Martha Carne, eine Tochter von Edward Carne und Martha Wyndham aus Ewenny geheiratet. Nach dem Tod ihres Vaters war sie eine der Erbinnen ihres Vaters. Er hatte mit ihr drei Söhne und zwei Töchter, darunter: 
- Edward Mansel (vor 1667–1681)
- Thomas Mansel, 1. Baron Mansel, 5. Baronet (1667–1723)
- Martha Mansel ⚭ Thomas Morgan, of Tredegar
- Elizabeth Mansel ⚭ Sir Edward Stradling, 5. Baronet

Er wurde in der Kirche von Margam Abbey begraben. Sein Erbe wurde sein ältester überlebender Sohn Thomas.